# Vương Văn Toàn
Vương Văn Toàn (tiếng Trung giản thể: 王文全, bính âm Hán ngữ: Wáng Wénquán, sinh tháng 12 năm 1962, người Hán) là tướng lĩnh Quân Giải phóng Nhân dân Trung Quốc. Ông là Trung tướng Quân Giải phóng Nhân dân Trung Quốc, Ủy viên Ủy ban Trung ương Đảng Cộng sản Trung Quốc khóa XX, hiện là Chính ủy Lực lượng Hỗ trợ hậu cần Quân ủy Trung ương. Ông từng là Phó Chính ủy Lục quân Quân Giải phóng Nhân dân Trung Quốc; Chính ủy Tập đoàn quân 72; Chính ủy Tập đoàn quân 27.
Vương Văn Toàn là đảng viên Đảng Cộng sản Trung Quốc, ông có sự nghiệp đều phục vụ công tác chính trị trong các lực lượng quân sự mà mình tham gia.

## Sự nghiệp
Vương Văn Toàn sinh tháng 12 năm 1962 tại huyện Tân Châu thuộc địa khu Hoàng Cương, nay là quận Tân Châu thuộc thủ phủ Vũ Hán, tỉnh Hồ Bắc, Cộng hòa Nhân dân Trung Hoa. Ông lớn lên và tốt nghiệp phổ thông ở Tân Châu, sau đó nhập ngũ Quân Giải phóng Nhân dân Trung Quốc vào năm 1978 trong quân chủng Lục quân Quân Giải phóng Nhân dân Trung Quốc. Trước năm 2010, ông phục vụ cho Tập đoàn quân 20, đảm nhiệm vị trí từ chiến sĩ cho đến Chính ủy Lữ đoàn Pháo binh cao xạ, Chính ủy Lữ đoàn Tăng thiết giáp, rồi Phó Chủ nhiệm Bộ Chính trị Tập đoàn quân 20. Tháng 7 năm 2013, ông được điều sang Tập đoàn quân 26 nhậm chức Chủ nhiệm Bộ Chính trị của tập đoàn quân này, rồi phong quân hàm Thiếu tướng Lục quân vào tháng 7 năm 2014. Tháng 6 năm 2016, ông được điều tới Thái Nguyên, Sơn Tây, thăng chức làm Chính ủy Tập đoàn quân 27 thuộc Lục quân Trung Quốc và Chiến khu Trung Bộ. Tháng 3 năm 2017, sau khi hệ thống quân đội Trung Quốc được cải tổ, Tập đoàn quân 27 được giải thể, Vương Văn Toàn được điều chuyển làm Chính ủy Tập đoàn quân 72. Đầu năm 2018, ông được chọn làm đại diện của khối Lực lượng Cảnh sát Vũ trang và Quân Giải phóng tham gia ứng cử Nhân Đại Trung Quốc, trúng cử là Đại biểu Đại hội Đại biểu Nhân dân toàn quốc khóa XIII.
Tháng 6 năm 2020, Vương Văn Toàn được bổ nhiệm làm Phó Chính ủy Lục quân Quân Giải phóng Nhân dân Trung Quốc, thăng quân hàm Trung tướng. Tháng 9 cùng năm, ông nhậm chức Chính ủy Lực lượng Hỗ trợ hậu cần Quân ủy Trung ương. Giai đoạn đầu năm 2022, ông được bầu làm đại biểu tham gia Đại hội Đảng Cộng sản Trung Quốc lần thứ XX từ đoàn Quân Giải phóng và Vũ cảnh. Trong quá trình bầu cử tại đại hội, ông được bầu làm Ủy viên Ủy ban Trung ương Đảng Cộng sản Trung Quốc khóa XX.

## Lịch sử thụ phong quân hàm
| Quân hàm |             |             |  |  |  |  |  |  |  |  |  |
| Cấp bậc  | Thiếu tướng | Trung tướng |  |  |  |  |  |  |  |  |  |
|          |             |             |  |  |  |  |  |  |  |  |  |